# Фьюче-гэридж
Фьюче-гэридж или фьючер-гэридж (англ. future garage) — стиль электронной музыки, возникший в конце 2000-х и объединивший в себе мягкие элементы тустеп-гэриджа и дабстепа.

## История
В конце 2000-х начало формироваться новое звучание на основе дабстепа, написанного с обращением к классическому тустеп-гэриджу рубежа 1990-х — 2000-х годов, но с применением новых технологий. Это движение по возрождению тустепа обрело название «фьюче-гэридж» (от англ. future — «будущее»), а сам термин был придуман в ноябре 2009 года музыкантом Whistla, создавшем тогда же сайт «Future Garage Forum».

## Характеристика
Как правило, скорость воспроизведения фьючер-гэриджа равна 140 ударам в минуту, но встречается и экспериментальное звучание с изменяющейся структурой и скоростью, варьирующейся от 130 до 140 ударов в минуту. Этому стилю свойственен минимализм звучания, из-за чего он считается более подходящим для домашнего прослушивания, чем британский гэридж.
Для композиций характерен спокойный мотив: бит в 2 или 4 шага с партиями хай-хэтов, саббас или меандрический бас с модулирующим фильтром. Также встречаются lo-fi семплы, звуки природного шума, этнические музыкальные инструменты и, зачастую женский, вокал.

## Лейблы
Lirth, Kirkinson, 2nd Drop, Abstrasension, Bass Machine Music, Berkane Sol, Brimstone Records, Blunted Robots, Car Crash Set, Clandestine Cultivations, Dark Heart Recordings, Devotional Dubz, Embassy Recordings, Entrada, Epoch, Faisty, Formant Recordings, Furioso, Frisjfo Beats, Haunted Audio, Hessle Audio, Hemlock, Hotflush, Hyperdub, Idle Hands, Immerse Records, Keysound, KOSIKK, L2S Recordings, Mata Syn, Mind Set Label,Monstercat Nakedlunch, MOR Records, Night Audio, Night Slugs, Pictures Music, Planet Mu, Pholx, Prolific Recordings, Ramp Recordings, Silverback Recordings, Shadowstep Records, Staycode Recordings, Steak House, Soul Motive, Tricksta Recordings, Two Circles Records, The Games We Play, UK Trends, Urban Scrumping, VMDM Records, Vekta, Well Rounded, Wig Flex., OGLΛK, OWSLA, Disciple Recordings, Pluton Records